# Leirvíkar Ítróttarfelag
El Leirvíkar Ítróttarfelag (Leirvík ÍF) fou un club feroès de futbol de la ciutat de Leirvík.

## Història
El club va ser fundat l'1 de desembre de 1928. L'any 2008 es va fusionar amb GÍ Gøta per formar el nou club Víkingur. El seu major èxit fou una final de copa perduda l'any 1986.